# Ogies
Ogies este un oraș din Africa de Sud.